# Uriupinsk
Uriupinsk (ros. Урюпинск) – miasto w zachodniej Rosji, w obwodzie wołgogradzkim, położone nad rzeką Chopior. W 2010 roku miasto liczyło 40 309 mieszkańców.